# Sal Bartolo
Salvatore Interbartolo"The Pride of East Boston" (Boston, 5 novembre 1917 – 19 febbraio 2002) è stato un pugile statunitense.
Campione del mondo dei pesi piuma dal 10 marzo 1944 al 7 giugno 1946.

## Gli inizi
Italoamericano di origini siciliane, ebbe una strepitosa carriera da dilettante, durante la quale vinse anche il Golden Gloves tra i pesi piuma.

## Carriera da professionista
Fu campione del mondo dei pesi piuma dal 1944, quando sconfisse ai punti l'italoamericano Phil Terranova, al 1946, quando perse il titolo per KO al 12º round, cedendolo ad un altro leggendario pugile italoamericano, Willie Pep, contro cui aveva già perso ai punti due precedenti match nel 1943.